# Naturforschende Gesellschaft zu Emden

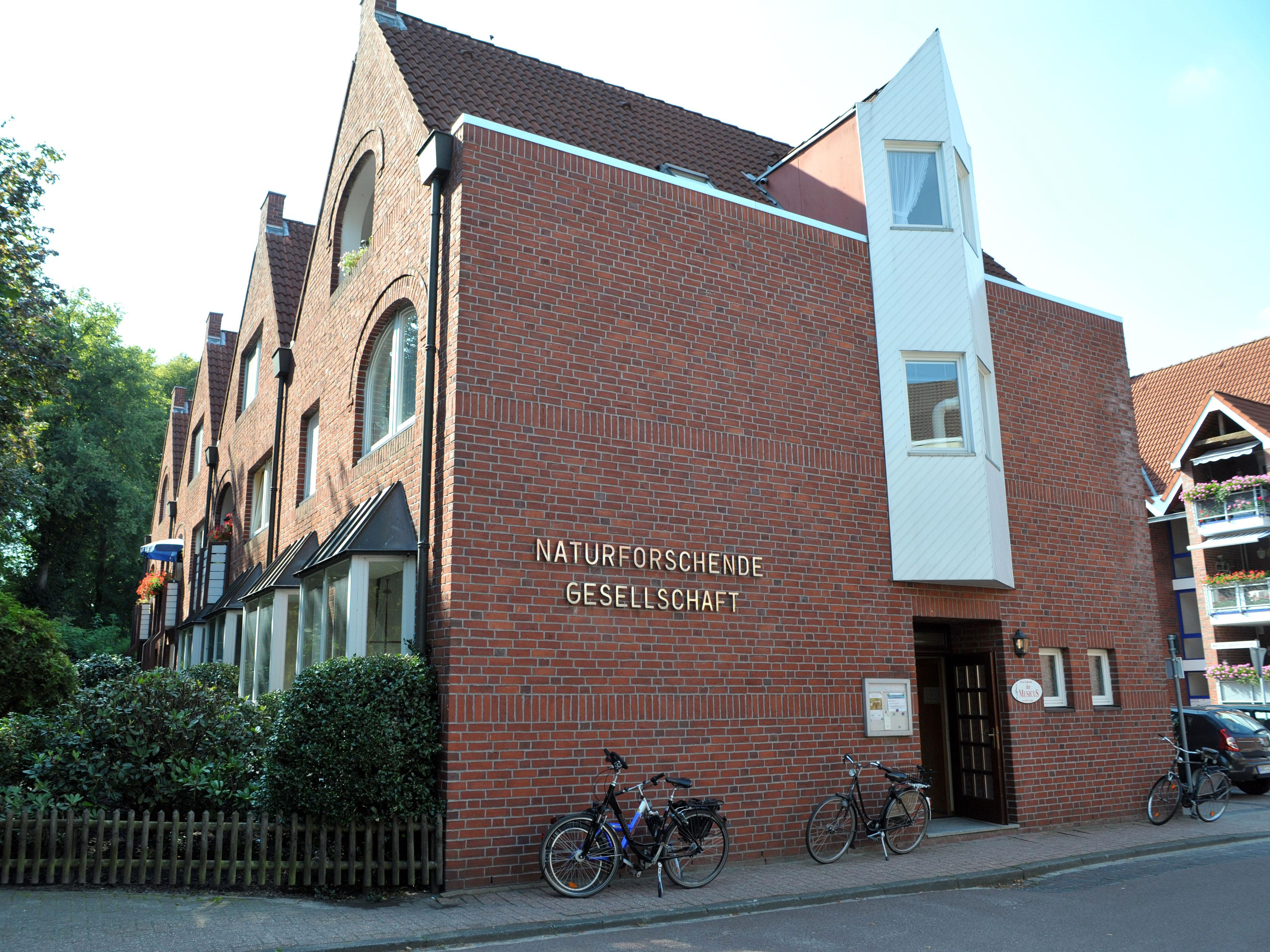
Gebäude der Naturforschenden Gesellschaft in der Grasstrasse 1 in Emden

Die Naturforschende Gesellschaft zu Emden (NfG) ist eine in Emden ansässige Gesellschaft mit etwa 140 Mitgliedern, die die Naturkunde fördert und naturwissenschaftliche Erkenntnisse verbreitet. Sie wurde am 29. Dezember 1814 in Emden gegründet. Die Gesellschaft wird rein ehrenamtlich geführt. Direktor ist derzeit Stephan-Gerhard Koziolek.

## Beschreibung
Zweck, Ziel und Aufgaben sind die Förderung der Naturkunde, der Kenntnis der Naturgeschichte, der Naturwissenschaften im Allgemeinen, der Forschung und der Lehre und die Verbreitung naturwissenschaftlicher Erkenntnisse auch auf dem Gebiet des Schutzes der Natur, der Landschaft und der Umwelt.
Die Gesellschaft hat derzeit ca. 140 Mitglieder und verschiedene Fachgruppen und Arbeitskreise, die ein umfangreiches Programm mit Arbeitsabenden, Vorträgen und Exkursionen anbieten.
Der Verein verfügt über ein eigenes Haus mit einer biologischen und einer völkerkundlichen Sammlung, Archiven, Vortrags- und Arbeitsräumen. Nach Bedarf werden Publikationen herausgegeben.

## Bedeutung
Eine Besonderheit ist ihre zumeist enge Verbindung mit den örtlichen Museen und Hochschulen. Die gemeinsame Forschungs- und Bildungsarbeit von Profis und erfahrenen Laien ist eines ihrer Markenzeichen. Die Gesellschaft ist Mitglied im netzwerk naturwissenschaftlicher vereinigungen in mitteleuropa (nnvm).

## Geschichte
Gründungsinitiatoren waren Bürger der Stadt, die in bereits früher bestehenden ähnlichen Gesellschaften den Fragen der Naturforschung nachgingen. Am 7. November 1843 wurde ihr durch das Königlich Hannoversche Ministerium des Innern das Recht einer juristischen Person verliehen. Die NfG ist eine altrechtliche Gesellschaft; seit Einführung des BGB wird die Gesellschaft nach Vereinsrecht behandelt.
Seit ihrer Gründung setzte sich der Verein für die Wissenschaft und die Weiterentwicklung und Anwendung von neuen Techniken ein. Umfangreiche Sammlungen wurden zusammengetragen und damit ein heute nicht mehr existierendes Nordseemuseum eingerichtet. Die Arbeit der Gesellschaft fand allgemein Anerkennung im kulturellen Leben und in der Wissenschaft.
Während des Zweiten Weltkriegs wurden das Gebäude und große Teile der Sammlungen am 11. Dezember 1943 bei einem Bombenangriff das Gebäude zerstört. Erst Mitte der 1980er Jahre wurde an der Stelle des ehemaligen Nordseemuseums das neue Gebäude errichtet.

## Bekannte Mitglieder
Zu den Mitgliedern zählten, neben Rudolph Berg, deren ehemaliger Direktor Michael Prestel sowie Bernard Altum, Rudolph Brandes, Johann Friedrich von Brandt, Ernst Peter Fischer, Carl Remigius Fresenius, Johann Gottfried Galle, Joseph Henry, Harald Lesch, Albert J. Myer, Friedrich Simony, Max Sternberg, Friedrich Wöhler, Rudolf Wolf und Julius Zincken.

## Struktur
Die Fach- und Arbeitsgruppen bieten ein umfangreiches Angebot an Vorträgen, Exkursionen und Arbeitskreisen an. Basierend auf der Arbeit mit populärwissenschaftlichen Informationen, gliedern sich die Fach- und Arbeitsgruppen in die z. Zt. sechs Bereiche:  „Anthroposophie“, „Astronomie“, „Experimentelle Physik“, „Insektenkunde“, „Philosophie“ und die „Fotogruppe Emden“, welche kooperatives Mitglied der Gesellschaft ist. Neben den Vereinsmitgliedern berät und diskutiert ein zumeist aus Professoren und Akademikern zusammengestellter wissenschaftlicher Beirat aktuelle Ereignisse aus Naturwissenschaft und Umwelt und stellt ein Programm wissenschaftlicher Vorträge zusammen.

## Stiftung
Der Verein verleiht für herausragende Leistungen die:
- Michael-Prestel-Medaille für Naturwissenschaften und Mathematik. Sie ist nach Michael August Friedrich Prestel benannt, der 40 Jahre Direktor der Naturforschenden Gesellschaft war.
- Dodo-Wildvang-Medaille für Geologie und Küstenforschung, zuletzt verliehen an Karl-Heinz Sindowski. Sie ist nach Dodo Wildvang benannt, der für die Erforschung der Geologie Ostfrieslands bekannt ist.
- Otto-Leege-Medaille für Naturkunde und Naturschutz, unter anderem verliehen an den Naturkundler Klaus Rettig (1973) sowie Rudi Frank und Gottfried Vauk (1985). Sie ist nach Otto Leege benannt, der 1932 Ehrenmitglied der Naturforschenden Gesellschaft wurde.
- Fabricius-Medaille für Astronomie/Astrophysik. Sie ist nach den Astronomen David und Johann Fabricius benannt.

## Fabricius-Denkmal

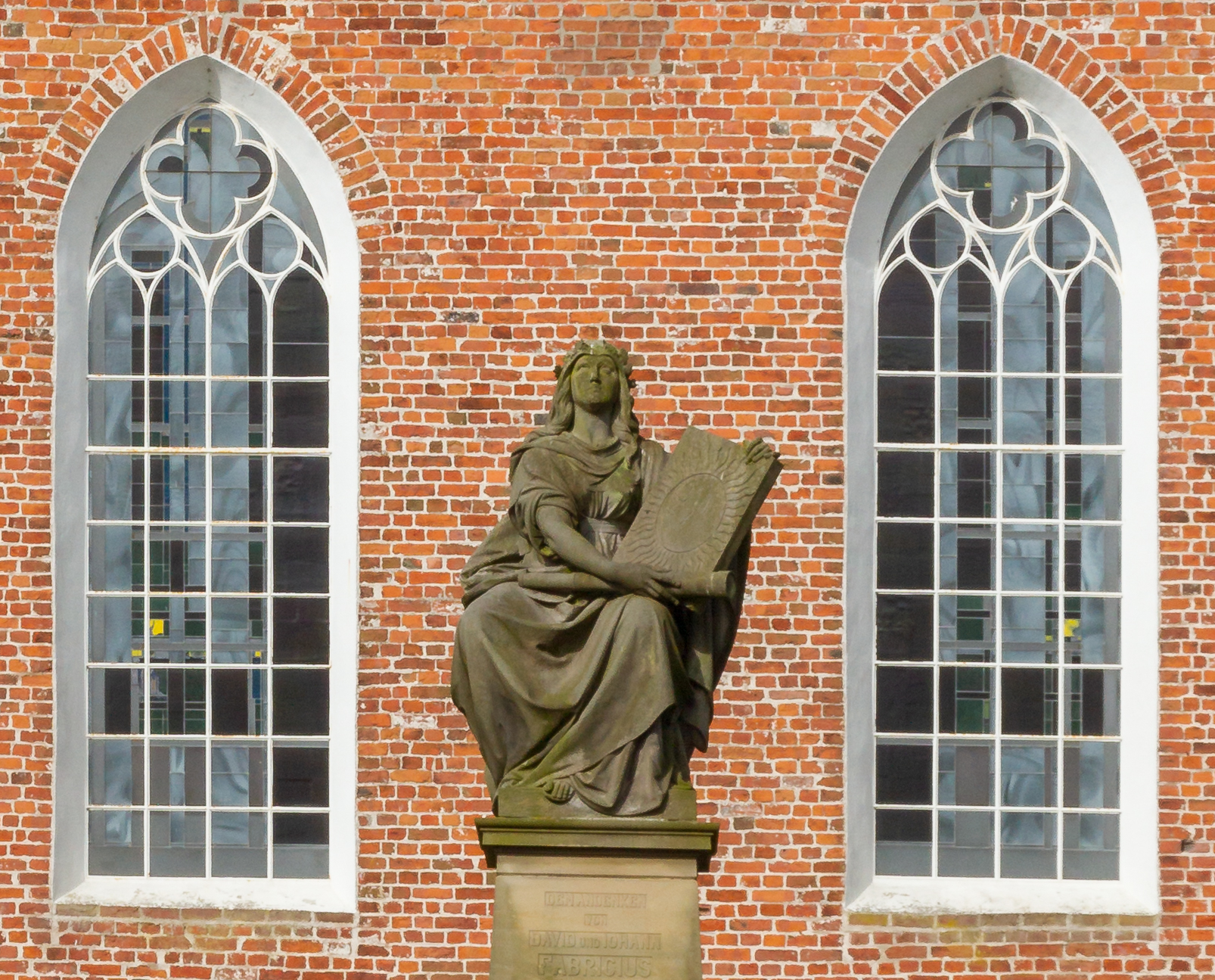
Denkmal für David und Johann Fabricius auf dem Friedhof von Osteel

Aufgrund der Initiative des Vereins wurden Gelder für ein Denkmal zu Ehren von David Fabricius und dessen Sohn Johann Fabricius, den Entdeckern der Sonnenflecken, gesammelt. Das Denkmal wurde vom Bildhauer Oskar Rassau in Dresden entworfen. Es wurde am 13. November 1895 in Osteel feierlich durch die Naturforschende Gesellschaft zu Emden enthüllt.

## Sammlungen und Archivmaterial
Die Bibliothek der NfG umfasst die eigene Schriftenreihe und verfügt über ein Archiv ausgewählter Bücher und Schriften der Bereiche Seefahrt, Heringsfischerei, aller Naturwissenschaften, Meteorologie, Geologie und Völkerkunde.
In den Räumen der Naturforschenden Gesellschaft befindet sich eine Sammlung mit völkerkundlichen Gegenständen. Diese stammen aus vielen Ländern der Welt und wurden vor allem im 19. Jahrhundert von ostfriesischen Bürgern der Gesellschaft geschenkt.
Aus den Restbeständen des ehemaligen Nordseemuseums sind noch ein umfangreiches Herbarium, eine sehr wertvolle Käfersammlung in Schaukästen sowie eine Bernsteinsammlung vorhanden. Die Sammlung steht Interessierten zur Benutzung, Vervollständigung, Pflege und fachlicher Betreuung zur Verfügung. Viele Exponate der NfG wurden dem Ostfriesischen Landesmuseum in Emden als Dauerleihgabe zur Verfügung gestellt und können dort besichtigt werden.
In den Räumen des Vereins befindet sich außerdem das „Deutsche Heringsfischereiarchiv“.